# Gare de Champtocé-sur-Loire
La gare de Champtocé-sur-Loire est une gare ferroviaire française de la ligne de Tours à Saint-Nazaire, située sur le territoire de la commune de Champtocé-sur-Loire, dans le département de Maine-et-Loire, en région Pays de la Loire.
C'est aujourd'hui une halte ferroviaire de la Société nationale des chemins de fer français (SNCF), desservie par des trains express régionaux TER Pays de la Loire.

## Situation ferroviaire
Établie à 11 mètres d'altitude, la gare de Champtocé-sur-Loire est située au point kilométrique (PK) 372,737 de la ligne de Tours à Saint-Nazaire, entre les gares ouvertes de La Possonnière et d'Ingrandes-sur-Loire. Elle est séparée de La Possonnière par la gare aujourd'hui fermée de Saint-Georges-sur-Loire.

## Historique
Elle était munie d'un bâtiment voyageurs identique à celui de la gare de La Pointe - Bouchemaine[réf. nécessaire].
Autrefois, cette gare était active avec une desserte importante[réf. nécessaire]. L'action du maire de la commune empêcha sa fermeture[réf. nécessaire] mais la fréquence des arrêts de trains est moins important qu'autrefois. Elle fut déplacée et le bâtiment fut démoli car au début elle n'était pas dans le bourg mais à côté de l'usine PCM[réf. nécessaire].

## Service des voyageurs

### Accueil
Halte SNCF elle dispose d'un parking pour les véhicules.

### Desserte
Champtocé-sur-Loire est desservie par des trains TER Pays de la Loire circulant entre Angers-Saint-Laud et Nantes et desservant au moins systématiquement toutes les gares entre La Possonnière et Ancenis.

### Intermodalité
Un parking pour les véhicules est aménagé.